# Список умерших в 765 году

## Январь
- 15 января — Кеолвулф, король Нортумбрии (729—737), святой.
- Гао Ши, китайский поэт.

## Октябрь
- 30 октября — Этелвалд Молл, король Нортумбрии (759—765).

## Ноябрь
- 10 ноября — Император Дзюннин, 47-й император Японии (758—764).

## Декабрь
- 3 декабря — Джафар ас-Садик, исламский богослов, потомок пророка Мухаммада, факих, мухаддис, эпоним джафаритского мазхаба.

## Дата смерти неизвестна или требует уточнения
- Сулейман аль-Амаш, мусульманский учёный поколения табиин, известный хадисовед (мухаддис) и чтец Корана (кари).
- Флатбертах мак Лоингсиг, король Кенел Конайлл (710—734) и верховный король Ирландии (728—734).
- Хродеганг из Се, 15-й епископ Се, святой.